# Гіпермутація
Гіпермутація, соматична гіпермутація (скорочено англ. SHM) — механізм в середині клітини, який є частиною адаптації імунної системи для боротьби проти нових чужорідних елементів (наприклад, мікроорганізми, віруси).
Соматичний гіпермутагенез підвищує різноманіття рецепторів, які використовуються імунною системою для розпізнавання чужорідних елементів (антигенів) і дозволяє імунній системі пристосовувати відповідь до нової загрози протягом часу життя чужорідних організмів. Соматична гіпермутація є запрограмованим і контрольованим процесом мутагенезу, який відбувається у варіабельних ділянках генів імуноглобулінів. На відміну від мутацій у зародковій лінії, SHM вражає тільки певні імунні клітини, і мутації не передаються нащадкам.
Соматичний гіпермутагенез є механізмом, який здійснюється в В-лімфоцитах, що розвиваються. Розпізнавання В-клітинами антигенів стимулює їх до поділу або проліферації.
Протягом проліферації локус рецепторів В-клітин зазнає надзвичайно високого рівня соматичних мутацій, що принаймні у 105—106 разів більше нормального рівня мутацій. Варіації з'являються головним чином у формі поодиноких замін нуклеотидів, вставки і делеції є менш поширеними. Ці мутації трапляються частіше в «гарячих точках» ДНК, відомими як «гіперактивні ділянки».